# Épreuve du kilomètre aux Jeux olympiques d'été de 2004
Navigation
Sydney 2000
L'épreuve du kilomètre est l'une des douze compétitions de cyclisme sur piste aux Jeux olympiques de 2004. C'est une course contre-la-montre dans laquelle chacun des dix-sept participants essayait d'établir le meilleur temps en parcourant quatre tours de piste (1 kilomètre).

## Records
Avant cette compétition, les records dans cette discipline étaient les suivants :
| Record du monde  | 58 s 875       | Arnaud Tournant | France      | 10 octobre 2001   | La Paz |
| Record olympique | 1 min 01 s 609 | Jason Queally   | Royaume-Uni | 16 septembre 2000 | Sydney |

## Médaillés
| Or        | Argent          | Bronze       |
| Chris Hoy | Arnaud Tournant | Stefan Nimke |

## Résultats

### Course (20 août)
| Rang | Athlète               | Pays               | Temps               |
| ---- | --------------------- | ------------------ | ------------------- |
| 1    | Chris Hoy             | Grande-Bretagne    | 1 min 00 s 711 (RO) |
| 2    | Arnaud Tournant       | France             | 1 min 00 s 896      |
| 3    | Stefan Nimke          | Allemagne          | 1 min 01 s 186      |
| 4    | Shane Kelly           | Australie          | 1 min 01 s 224      |
| 5    | Theo Bos              | Pays-Bas           | 1 min 01 s 986      |
| 6    | François Pervis       | France             | 1 min 02 s 328      |
| 7    | Craig MacLean         | Grande-Bretagne    | 1 min 02 s 369      |
| 8    | Carsten Bergemann     | Allemagne          | 1 min 02 s 551      |
| 9    | Ahmed López           | Cuba               | 1 min 02 s 739      |
| 10   | Alois Kaňkovský       | République tchèque | 1 min 03 s 038      |
| 11   | Teun Mulder           | Pays-Bas           | 1 min 03 s 165      |
| 12   | Ruben Donet           | Espagne            | 1 min 03 s 505      |
| 13   | Wilson Meneses        | Colombie           | 1 min 03 s 614      |
| 14   | Grzegorz Krejner      | Pologne            | 1 min 03 s 923      |
| 15   | Dimitrios Georgalis   | Grèce              | 1 min 04 s 204      |
| 16   | Chih Hsun Lin         | Taipei chinois     | 1 min 06 s 240      |
| 17   | Radoslav Konstantinov | Bulgarie           | 1 min 06 s 265      |

## Sources
- (en) Cet article est partiellement ou en totalité issu de l’article de Wikipédia en anglais intitulé « Cycling at the 2004 Summer Olympics – Men's track time trial » (voir la liste des auteurs).